# داودت ندونگالا
داودت ندونگالا (انگلیسی: Daudet N'Dongala؛ زادهٔ ۱۶ سپتامبر ۱۹۹۴) بازیکن فوتبال اهل فرانسه است.
از باشگاه‌هایی که در آن بازی کرده‌است می‌توان به باشگاه فوتبال بوتو پلوودیو و باشگاه فوتبال شانلی‌اورفا اسپور اشاره کرد.